# Friesland: Aus dem Ruder
Aus dem Ruder ist ein deutscher Fernsehfilm von Martina Plura aus dem Jahr 2020. Es handelt sich um die zehnte Folge der Fernsehreihe Friesland.

## Handlung
Die Benefizregatta im Frauenrudern der Rudergesellschaft Leer steht bevor, und Kommissar Brockhorst freut sich darauf, mit seinem Leeraner Team die Wilhelmshavener zu schlagen. Doch bei einem Trainingsrennen fällt die Polizeiruderin Claudia Bock plötzlich ins Wasser und stirbt an Herzversagen. Insa Scherzinger findet in Claudias Blut eine Überdosis Amphetamine. Claudia war für ihre kompromisslos penible, korrekte Art bekannt und deshalb auch nicht besonders beliebt, nur Brockhorst hat einen speziellen Draht zu ihr gehabt. Niemand kann sich vorstellen, dass sie absichtlich gedopt hat, also wird wegen Mordes ermittelt.
Die Ermittlungen beginnen im Trainingszentrum der Rudergesellschaft. Cassens ist überrascht, hier auf seine ehemalige Mitschülerin Karen Schröter zu treffen, die im Verein als Trainerin tätig ist. Er unternimmt einige erfolglose Annäherungsversuche. Insa überredet Brockhorst, sie pro forma als Chemisch-technische Assistentin einzustellen, damit sie Claudias Platz im Polizeiboot mit der Wasserschutzpolizistin Julia Waller einnehmen kann. In Claudias Spind im Verein findet Insa einen Zettel mit kyrillischer Beschriftung. Später fällt ihr in der Praxis des Physiotherapeuten Tobias Scholz ein Stapel Kartons auf, ebenfalls mit kyrillischen Etiketten. Im Trainingszentrum werden rätselhafte Kapseln geschluckt. Sie entwendet ein Glas der Kapseln, findet darin jedoch nur harmlose Vitamine, wenn auch in einer in Deutschland nicht zugelassenen Dosierung.
Cassens findet in Claudias Büro einen Flyer eines Mühlenladens und lernt dort Claudias Schwester Susanne kennen, Inhaberin des Mühlenladens, die von der Todesnachricht unberührt scheint. Sie habe seit Jahren keinen Kontakt mehr zu Claudia gehabt und wisse nur, dass diese einmal im Veterinäramt Emden gearbeitet habe. Einen Kontakt nach dort kann ihm überraschend Insa herstellen, ein ehemaliger Beamter dort schulde ihr noch einen Gefallen. Dieser erinnert sich, dass Claudia damals an einem Erlass beteiligt war, der viele Muschelfischer in den Ruin getrieben hat.
Ein Foto beider Bock-Schwestern aus dem Vorjahr taucht auf, Susannes Behauptung ist also falsch. Dass die Schwestern wegen der elterlichen Mühle zerstritten waren, gibt Susanne ein starkes Mordmotiv – sie erbt den Anteil ihrer Schwester und kann ihren Laden behalten. Nach kurzer Verfolgungsjagd wird Susanne auf dem Weg in den Urlaub abgefangen, doch beteuert sie ihre Unschuld und kann für die Tatzeit ein Alibi vorweisen.
Im Trainingszentrum bricht auch der Spitzenruderer Lucas Wilken plötzlich zusammen und wird im Krankenhaus positiv auf Amphetamine getestet. Er sagt aus, er habe lediglich die teuren Vitaminpillen aus Claudias Spind genommen, die sie ja nicht mehr brauche. Insa findet in Claudias Kapseln Amphetamine in erheblich unterschiedlicher Dosierung. Nun werden Scholz’ Kartons beschlagnahmt und untersucht mit dem Ergebnis, dass er die Amphetamine gemeinsam mit den Vitaminpillen aus Russland importiert. Die Amphetaminkapseln sind speziell markiert, doch diese Markierung fehlt auf Claudias Kapseln. Sie (wie später auch Lucas) war überzeugt, nur Vitamine zu schlucken. Jemand muss den Inhalt der Kapseln umgefüllt haben.
Scholz wird unter Mordverdacht festgenommen und belastet Claudia in seiner Aussage schwer. Sie habe von den illegalen Vitaminpräparaten erfahren und ihn dazu erpresst, auf demselben Weg auch Amphetamine zu importieren, die sie dann lukrativ verkaufte. Ihr Druckmittel – ein USB-Stick mit Buchhaltungsdaten aus Scholz’ Praxis – wird gefunden, was Scholz’ Aussage bestätigt und endlich auch Brockhorst davon überzeugt, dass Claudia kein unschuldiges Opfer war.
Cassens geht seiner letzten Spur nach und befragt die Muschelfischer. Er erfährt, dass einer der Fischer, die in Konkurs gegangen sind, sich das Leben genommen hat, und man zeigt ihm sein Bild, zusammen mit seiner Tochter – es ist Trainerin Karen Schröter. Damit konfrontiert gesteht Karen ihm, dass sie Claudia für den Tod ihres Vaters bestrafen wollte. Sie habe von Claudias Dopinghandel gewusst und wollte sie durch einen positiven Dopingtest kaltstellen. Claudias Herzfehler, der die Dosis tödlich wirken ließ, war ihr nicht bekannt. Als Cassens sie festnehmen will, schlägt sie ihn nieder und bedroht ihn erst mit seiner Dienstwaffe, dann will sie sich selbst erschießen, wird daran jedoch von Insa und Brockhorst gehindert, die nach einer Bemerkung von Lucas gleichzeitig auf die Lösung gekommen waren.
Wegen des Mordversuchs an einem Polizisten kann Brockhorst das Gelände absperren und die Regatta absagen, worüber er heilfroh ist, denn dass ein Boot mit Insa keine Chance gegen Wilhelmshaven hätte, hat sich schon bald herausgestellt.

## Sonstiges
Süher Özlügül ist auf Fortbildung und erscheint nur in einer kurzen Eingangsszene. Darstellerin Sophie Dal war bei den Dreharbeiten schwanger.

## Rezeption

### Einschaltquoten
Die Erstausstrahlung am 29. Februar 2020 holte den Quotensieg des Samstags mit 6,79 Millionen Zuschauern, was einem Marktanteil von 21,7 % entspricht. Von den 14- bis 49-jährigen Zuschauern schalteten 10,3 Prozent ein.

### Kritiken
Tilmann P. Gangloff zeigt sich auf tittelbach.tv wenig begeistert: „Der Krimi plätschert unaufgeregt und tempoarm vor sich hin und ist streckenweise schlicht langweilig. Auch die Darstellerführung ist Plura bei ihren früheren Filmen ungleich besser gelungen. […] Immerhin hat Holger Stockhaus als Bestatter, der mit der Online-Bewertung seines Instituts hadert, einige schöne Szenen, vor allem mit Katrin Röver als Schwester des Opfers, aber bei den anderen Darstellern wirken die Gags viel zu oft so bemüht […] Die schönste und einzig wirklich originelle Idee des Films ist die als Ruderboot gestaltete Urne für das Mordopfer.“
Ähnlich sieht es quotenmeter.de: „Allerdings will nicht wirklich Spannung aufkommen, denn neben einer Szene, in der Insa sich bei ihren Ermittlungen in einem Spind im Ruderclub einschließt, einer kurzen Verfolgungsjagd oder dem Finale, in dem der Täter identifiziert wird, existieren kaum Höhepunkte. Die Ermittlungen dümpeln vor sich hin und zusätzlich zu Einblicken in Henks oder Insas Fortschritte, versucht man den Verlauf des Films mit Nebenhandlungen aufzulockern. Beispielsweise mit dem Bestatter Wolfgang Habedank (Holger Stockhaus), der kurzerhand Internetbewerbungen [sic, gemeint sind -bewertungen] fälscht, um für sein Unternehmen zu werben. Neben diesen gelungenen Lachern, tauchen allerdings auch immer wieder Gags auf, die viel zu erzwungen und ausgelutscht wirken.“
Harald Keller ist in der Frankfurter Rundschau anderer Meinung: „Im zehnten Film der ZDF-Reihe ‚Friesland‘ werden die Stärken der Reihe betont und amüsante Details liebevoll eingebettet. […] Das Kapital der Serie bleibt weiterhin die passionierte Gelegenheitsdetektivin Insa Scherzinger. Es wird nie langweilig, ihr zuzusehen, wie sie den griesgrämigen Brockhorst schelmisch um den Finger wickelt, mit List und Charme Verdächtige aushorcht oder sich auch mal in mörderische Schwierigkeiten bringt.“

## Running Gag
Als Running Gag ist in einer Hafen- oder Wasserszene jeder Folge, meist in einer Dialogpause, dasselbe kurze Delfingeräusch off camera im Hintergrund hörbar. In Aus dem Ruder erklingt es nach 52:33 Minuten.